# Лобито
Лобѝто (на португалски: Lobito, изговаря се по-близко до Лубиту) е град в Ангола. Разположен е в провинция Бенгела, на брега на Атлантическия океан, на залива Бенгела и има население от около 153 000 души, което го прави третият по големина град в Ангола след Луанда и Уамбо. Датира от 1905 насам и дължи съществуването си на удобното си разположение на залива, заради което бива избран за крайна спирка на железопътната линия Бенгела, която пресича почти цяла Ангола.